# Ucraini in Italia
Gli ucraini in Italia sono presenti da anni, ma nell'arco del Novecento le presenze ucraine erano rare e spesso riguardavano persone appartenenti al mondo d'arte, come la cantante Solomija Krušel'nyc'ka, o lo scrittore Giorgio Scerbanenco, o al mondo religioso, come il cardinale dissidente Josyp Slipyj e i suoi collaboratori.
Con lo scioglimento dell'Unione Sovietica, e la liberalizzazione dei viaggi, ha cominciato a formarsi una comunità migrante di notevole dimensione, la quinta in Italia nel 2016. Roma, Napoli, Milano e Bologna sono le quattro città di maggiore concentrazione. La maggioranza degli ucraini in Italia si concentra al Nord, soprattutto in Lombardia (21,5%), quindi in Campania e in Emilia-Romagna. Sono rappresentate tutte le regioni dell'Ucraina, ma prevalgono le regioni dell'ovest dell'Ucraina.
Dal punto di vista religioso, nella diaspora ucraina sono rappresentati soprattutto i greco-cattolici e gli ortodossi, ma ci sono anche  musulmani ed ebrei.
Il numero degli ucraini in Italia è raddoppiato negli ultimi dieci anni, passando da 120 000 nel 2006 a circa 240 000 nel 2016. L'80% degli ucraini in Italia sono donne, molte di loro sono impiegate nelle professioni della cura domestica (welfare transnazionale), ma ci sono anche numerosi ucraini in ogni altro settore di attività professionali, in particolare in commercio estero, trasporti, turismo.
La comunità ucraina in Italia è composta principalmente da donne, in media di 45 anni, laureate, senza figli a carico; parte della famiglia, a cui vanno le rimesse, resta infatti in Ucraina.
Il 70% degli ucraini in Italia ha permesso di soggiorno di lungo periodo.
La maggior parte degli immigrati ucraini mantiene un forte legame con il paese natio e desidera tornare in patria. Questa tendenza si verifica sia tra i rifugiati emigrati a causa della invasione russa attualmente in corso che tra gli immigrati in periodi a precedenti a questa. Secondo il presidente della Associazione Cristiana Italoucraina Oles Horodetskyy, che afferma di parlare a nome della comunità ucraina in Italia, gli immigrati e i loro figli si sentono completamente ucraini, e hanno intenzione di ritornare in Ucraina dopo la guerra, quando non già ora per combattere.
Dal 2014, con l'invasione russa della Crimea e del Donbass, 4 455 cittadini ucraini hanno fatto domanda di protezione internazionale in Italia, il 50% uomini. Fin dal 2014, gli ucraini in Italia si sono mobilitati con proteste e marce per sensibilizzare l'opinione pubblica italiana sulla situazione di guerra nel loro paese.

## Censimento
| Anno | Popolazione | Fonte  |
| ---- | ----------- | ------ |
| 2019 | 234 058     | [ 15 ] |
| 2022 | 236 000     | [ 16 ] |

## Associazioni
Ci sono numerose Associazioni ucraine in tutte le regioni dell'Italia. Spesso sono specializzate in ambito sociale, culturale, didattico o religioso. Alcune gestiscono anche scuole domenicali per bambini della diaspora. 
Ecco un elenco generale indicativo:
- Associazione Cristiana Italo-ucraina, costituita a Roma con l'appoggio di Papa Giovanni Paolo II e operante su tutto il territorio nazionale.[17][18]
- Teatro amatoriale "Berehynia"[19]
- Associazione Culturale Ucraina-Friuli, fondata nel 2006 a Codroipo.[20]
- Associazione di promozione culturale Malve di Ucraina APS, fondata a Verona nel 2011 presso il Centro culturale per le donne migranti "Casa di Ramia", attiva nell'ambito di eventi culturali, aiuti umanitari e assistenza profughi.
- ADULI Associazione delle donne lavoratrici ucraine in Italia, Roma
- Associazione Culturale Italo-Ucraina di Puglia e Basilicata, Bari
- Associazione dei volontari ucraini in Italia, Reggio Emilia
- Associazione Italia-Ucraina, Bologna
- Associazione Maidan, Milano
- Associazione Malva, Ravenna
- Associazione OCI (Organizzazione Cittadini Immigrati), Quartu Sant’Elena (Sardegna)
- Associazione Solomia, San Marco Argentano (Cosenza)
- Associazione Svitanok APS, Lamezia Terme (Catanzaro)
- Associazione Sylny razom, Taranto
- Associazione Ucraina Onlus, Napoli
- Associazione Ucraina Più, Milano, che gestisce una biblioteca di libri in ucraino e una scuola di danze popolari.
- Associazione Ucraina Unita, Roma
- Comunità Ucraina nelle Marche, Ancona
- Kolos, Soverato (Calabria)
- La rondine APS, Treviso, Belluno, che gestisce anche due scuole ucraine
- LeLeKa Associazione Italo-Ucraina, Rimini
- MY VOLIA APS, Napoli
- PeopleForUkraine ODV-ETS, Rimini
- Razom APS, Trento
- Roksolana Associazione Culturale Ucraina, Portogruaro (Venezia)
- S.A.L.O. APS, Cosenza (Calabria), gestisce Rukavychka, scuola di lingua e cultura ucraina.
- Sicuri in Italia, Torino, che propone assistenza legale
- Soniashnyk, Associazione cristiana culturale degli ucraini in Alto Adige
- SupportUAchildren APS, Milan, che gestisce RoDoSy, un centro di sviluppo creativo per bambini e adulti.
- UaMi, Milano, organizzazione ucraina giovanile
- Ucraina CreAttiva APS, Roma, specializzata in attività artistiche e culturali.
- Zlaghoda, Bergamo.